# Динката
Динката (болг. Динката) — село в Болгарии. Находится в Пазарджикской области, входит в общину Лесичово. Население составляет 1182 человека.

## Политическая ситуация
В местном кметстве Динката, в состав которого входит Динката, должность кмета (старосты) исполняет Алёша Благинов Цветанов (Национальное движение «Симеон Второй» (НДСВ)) по результатам выборов.
Кмет (мэр) общины Лесичово — Иван Ангелов Стоев (коалиция в составе 2 партий: Граждане за европейское развитие Болгарии (ГЕРБ), Союз демократических сил (СДС)) по результатам выборов.